# Lino Cascioli
Lino Cascioli (Roma, 18 marzo 1935 – Roma, 31 ottobre 2011) è stato un giornalista, scrittore e editore italiano, firma di punta del quotidiano Il Messaggero per oltre trent'anni, divenuto nel tempo uno dei giornalisti più importanti nel panorama sportivo italiano fino alla sua morte..

## Biografia
Storico inviato de Il Messaggero, è ricordato per essere stato tra i principali giornalisti sportivi italiani dagli anni ’80 fino alla sua scomparsa.
Fu inoltre esperto di storia, tradizioni e folklore romani, di cui è autore e curatore di numerosi testi. Fondò la casa editrice "Il Parnaso". Con la Newton Compton ha pubblicato Storia fotografica del calcio italiano, Storia fotografica dell’A.S. Roma e, con Carlo Mariani, Storia fotografica dell’automobilismo italiano.
Appassionato di tennis, fu l'ideatore del premio "Racchetta d'Oro", il riconoscimento poi realizzato nel 1991 dalla Federazione Italiana Tennis e considerato ancora oggi una sorta di hall of fame degli Internazionali d'Italia.
Grande tifoso romanista, nel 1999 ha fondato con Antonio Calicchia l'associazione culturale I Cavalieri della Roma, associazione di cui Cascioli era anche Presidente, il cui obiettivo principale a tutt oggi è quello di celebrare a Palazzo Valentini la passione romanista, conferendo annualmente il titolo appunto di "Cavaliere della Roma" come riconoscimento a quei tifosi che si sono distinti dando un contributo importante alla storia e alla cultura dell A.S. Roma.
Dopo la sua morte, avvenuta a Roma il 31 ottobre 2011, la consegna annuale dei diplomi di nomina a Cavalieri della Roma è stata denominata Premio Lino Cascioli, come riconoscimento per il suo impegno civile e morale che nell’associazione riversava, e per il suo amore per la squadra della Roma.

## Opere (parziale)
- Lino Cascioli, Lazio: l'arte del vino: letteratura pittura storia, Roma, Il Parnaso, 2009.
- Lino Cascioli e Marcello Tilli, La poesia del mare Giannutri, Roma, Il Parnaso.
- Aldo Biscardi e Lino Cascioli, Calcio 91, Roma, Il Parnaso, 1992.
- Lino Cascioli, La lingua di Roma, Roma, Il Parnaso, 2001.
- Lino Cascioli, La versione di Pilato: politica imperiale e integralismo religioso al tempo di Gesù, Roma, Il Parnaso, 2011.
- Lino Cascioli, L'isola nel mare del tempo, Roma, Il Parnaso, 2006.
- Lino Cascioli, Storia Fotografica Della A.S. Roma, Newton Compton, 1983.
- Lino Cascioli, Storia Fotografica dell'automobilismo italiano, Newton Compton, 1983.
- Lino Cascioli, Storia Fotografica del calcio italiano: dalle origini al campionato del mondo 1982, Newton Compton, 1982.
- Lino Cascioli, Gli ambasciatori di Roma, Il Parnaso, 2002.
- Lino Cascioli e Maurizio Terzetti, Acqua terra cielo. Accenti di luce sulla storia delle nostre 59 città. Ediz. illustrata, Edimond, 2007.
- Lino Cascioli, Roma: i quadri della storia, Il Parnaso.
- Lino Cascioli, C'era una volta il calcio, Edimond, 2004.
- Lino Cascioli, Roma: segreti e misteri dell'arte, Il Parnaso, 2005.
- Lino Cascioli, Vangelo laico, Edizioni del Leone, 1989.
- Lino Cascioli, Roma: le leggende della storia, Il Parnaso, 2004.
- Lino Cascioli, Umbria: l'incanto delle meraviglie, Edimond, 2006.
- Lino Cascioli, Proverbi e detti romaneschi: l'espressione più genuina della saggezza popolare, specchio d'una tradizione orale che va ormai scomparendo, dove sono annotati fatti, costumi, esperienze, personaggi e leggende, Newton Compton, 2014.
- Lino Cascioli, Acqua terra cielo: accenti di luce sulle 59 città della Provincia di Perugia, Edimond, 2007.
- Lino Cascioli e Marco Molendini, Le strade del cinema portano a Roma: i monumenti della Città Eterna visti dai grandi registi, Roma, Il Parnaso, 2007.
- Lino Cascioli e Gemma Cortese, Roma: momenti di storia nella pittura, Roma, Il Parnaso, 1990.
- Lino Cascioli, Il figlio dell'uomo, Il Parnaso, 1991.
- Lino Cascioli, La tristezza di vincere, Il Parnaso, 1991.
- Lino Cascioli, Proverbi e detti romaneschi: l'espressione più genuina della saggezza popolare, specchio d'una tradizione orale che va ormai scomparendo, dove sono annotati fatti, costumi, esperienze, personaggi e leggende di una città multiforme, Newton Compton, 1987.
- Lino Cascioli, Ombre e prodigi, Ed. Schwarz, 1957.
- Giorgio Tosatti e Lino Cascioli, La favola del calcio italiano, Roma, Il Parnaso, 1993.
- Lino Cascioli, Il secolo della scienza, Roma, Il Parnaso, 2000.